# 海州街道 (海城市)
海州街道，是中华人民共和国辽宁省鞍山市海城市下辖的一个乡镇级行政单位。

## 行政区划
海州街道下辖以下地区：
南关社区、三义社区、北关社区、灯塔社区、白杨社区、东关社区、曙光社区、新东社区、新立社区、艺新社区、合力社区、双栗社区、海镁社区和海滑社区。